# Vallarta de Bureba
Vallarta de Bureba es una localidad y un municipio situados en la provincia de Burgos, comunidad autónoma de Castilla y León (España), comarca de La Bureba, partido judicial de Briviesca, ayuntamiento del mismo nombre.

## Geografía
Situada al este de Briviesca en la carretera local BU-V-7206. Tiene un área de 19,12 km² con una población de 55 habitantes (INE 2007) y una densidad de 2,88 hab/km².
En su término se encuentra el despoblado de Vallartilla.

## Historia
Villa en la Cuadrilla de Quintanilla de San García, una de las siete en que se dividía la Merindad de Bureba perteneciente al partido de Bureba. Jurisdicción de realengo con regidor pedáneo.
A la caída del Antiguo Régimen queda constituida como ayuntamiento constitucional del mismo nombre en el partido de Briviesca, región de Castilla la Vieja, contaba entonces con 300 habitantes.

## Demografía
Vallarta de Bureba cuenta con una población de 42 habitantes (INE 2024).
| Gráfica de evolución demográfica de Vallarta de Bureba entre 1842 y 2021                                                                                       |
| |
| Población de derecho según los censos de población del INE Población de hecho según los censos de población del INEEn este censo se denominaba Vallarta: 1842. |